# Return of the Obra Dinn
Return of the Obra Dinn is een puzzelspel ontwikkeld en uitgegeven door Lucas Pope. Het spel kwam op 18 oktober 2018 uit voor macOS en Windows. Het is het tweede volwaardige spel uitgebracht door Pope, na Papers, Please dat in 2013 uitkwam.
Het spel maakt gebruik van 1-bit rendering, wat betekent dat de volledige wereld maar in twee kleuren wordt getoond. De artistieke stijl is geïnspireerd door de beeldschermen van eerste generaties Apple Macintosh-computers.

## Synopsis
Het spel speelt zich af op het fictieve spookschip Obra Dinn, waar alle opvarenden onder onbekende omstandigheden zijn omgekomen of verdwenen. De speler speelt als een verzekeringsbeambte van de Britse Oost-Indische Compagnie die probeert te deduceren wat er met elk van de opvarenden is gebeurd. De speler heeft een speciale stopwatch die de laatste momenten van een overledene kan laten zien.

## Ontvangst
| Recensiescore       | Recensiescore |
| Recensieverzamelaar | Score         |
| ------------------- | ------------- |
| Metacritic          | 90/100        |
| Publicist           | Score         |
| Destructoid         | 9.5/10        |
| Gamer.nl            | 9/10          |
| IGN                 | 9.2/10        |

Het spel kreeg na zijn release overheersend lovende kritiek. Zo heeft het spel een score van 90 uit 100 op recensieverzamelwebsite Metacritic.